# Мясоедов, Григорий Григорьевич
Григо́рий Григо́рьевич Мясое́дов (7 [19] апреля 1834, Паньково, Тульская губерния, Российская империя — 18 [31] декабря 1911, Полтава, Полтавская губерния) — русский живописец-жанрист, один из самых ярких представителей реалистической школы пореформенного периода, знаменитый картинами на сюжеты из крестьянского быта. Один из членов-учредителей и постоянных членов Товарищества передвижников (с 1870). Академик (с 1870) и действительный член (с 1893; по новому уставу) Императорской Академии художеств.

## Биография

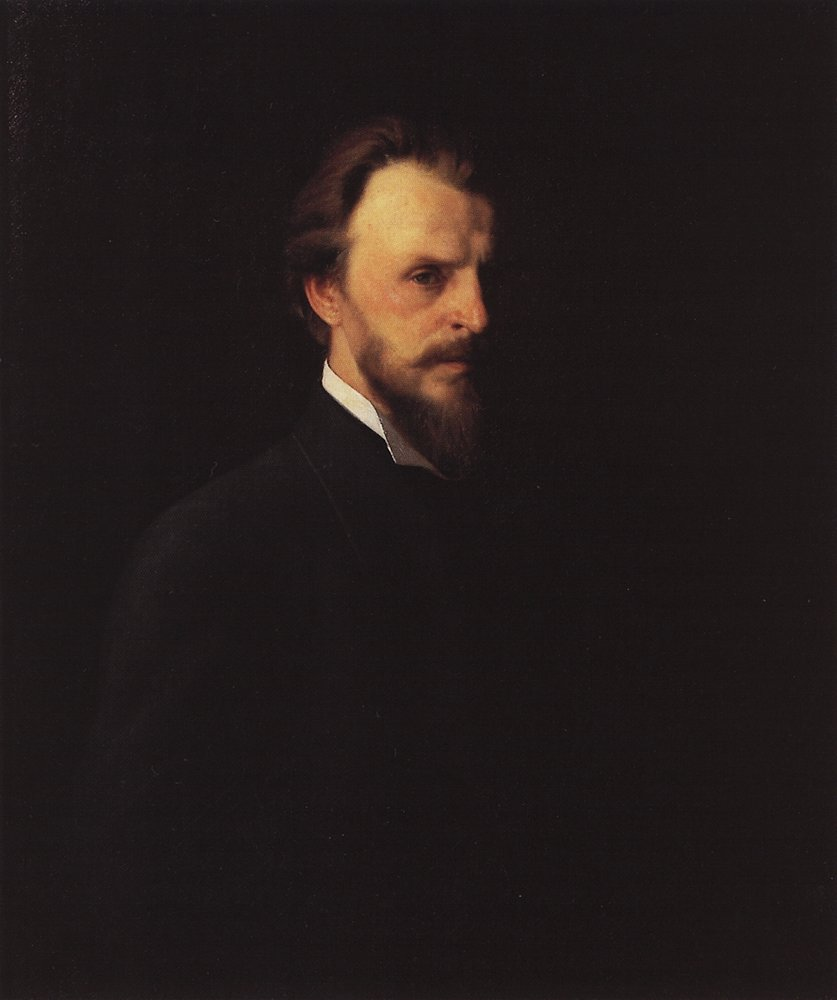
Автопортрет. 1878
Холст, масло. 94 × 74,5 см
Третьяковская галерея, Москва

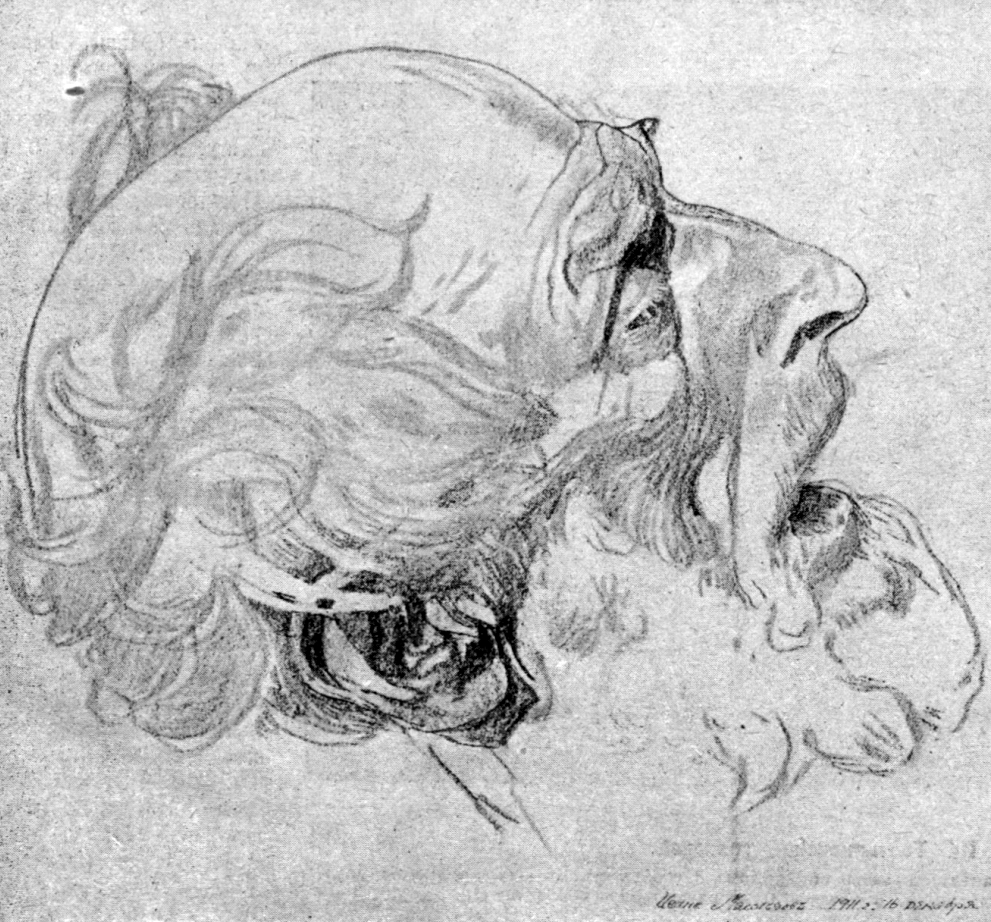
Г. Г. Мясоедов в предсмертной агонии. Зарисовано с натуры его сыном Иваном Мясоедовым

Принадлежит к древнему дворянскому роду Мясоедовых. Учился в Орловской гимназии, но, не окончив в ней курса, поступил в ученики Академии художеств, где его профессорами были Т. А. Нефф и А. Т. Марков. В 1861 году получил малую золотую медаль за картину «Поздравление молодых» (в Александровском дворце, в Царском Селе), а в следующем году большую золотую медаль за программу «Бегство Григория Отрепьева из корчмы» (сцена из «Бориса Годунова» Пушкина; в музее Академии художеств).
Будучи отправлен за казённый счёт за границу, работал в Париже, Флоренции, Риме и Испании. Из картин, написанных им за это время, известны «Похоронный праздник у цыган в Испании», «Франческа да-Римини и Паоло да-Полента» (из Данте). По возвращении в Россию получил в 1870 году звание академика за картину «Заклинания». Один из организаторов и активных деятелей Товарищества передвижных художественных выставок. Деятельно участвовал на всех выставках товарищества и постоянно заботился о его независимости и жизненности.
С конца 1880-х жил в Полтаве в большой усадьбе с садом, парком и прудом. С осени художник уезжал в Крым, жил в Ялте.
Создал эскиз театрального занавеса и написал декорации для театра в Полтаве. Организовал школу рисования, написал брошюру по садоводству, которым увлёкся ещё живя под Харьковом.
Скончался 18 (31) декабря 1911 года в своей усадьбе Павленки под Полтавой (ныне в черте города, на ул. Мясоедова). Похоронен в саду усадьбы. С 1926 года здесь размещается Полтавская гравиметрическая обсерватория.

### Адреса в Санкт-Петербурге
1888 год — дом Елисеева — Волховский переулок, д. 2, кв. 39.

## Творчество
Из национальных картин Мясоедова более замечательны, кроме упомянутого «Бегства Отрепьева», ещё «Чтение положения 19 февраля 1861 г.» (1874 г. и повторена в 1881 г.), «Земство обедает» (1872), «Молебствие в поле во время засухи» (1878), «Страдная пора» (1887; была приобретена императором Александром III и находилась в Гатчинском дворце, с 1959 года в Русском музее). Эта последняя картина представляет сочетание выразительной фигуры работающего крестьянина с жарким пейзажем.
Мясоедов написал много пейзажей и преимущественно крымских, многие из них характерны и колоритны. Избираемые им сюжеты, как бытовые, так и пейзажные, — разнообразны. Живопись его гармоническая и уверенная. Изредка он пишет и портреты (Н. Н. Бекетова, Е. С. Гордеенко, И. И. Шишкина), но они занимают небольшое место в его деятельности. Мясоедов занимался также и гравированием «крепкой водкой» (офортом).
Кроме того, Мясоедов писал и религиозную живопись (см. Храма Спаса на Сенной). Незадолго до смерти он собирался написать триптих «Святая Русь». Среди поздних работ выделяется картина «Сам с собою, или Игра в шахматы» (1907).

### Интересные факты
На известной картине Ильи Репина «Иван Грозный и сын его Иван 16 ноября 1581 года» Иван Грозный имеет черты Мясоедова, который позировал художнику при написании этого полотна.

## Память
- Имя носит Орловское художественное училище.
- Имя носит улица в Орле[5].

## Галерея известных работ

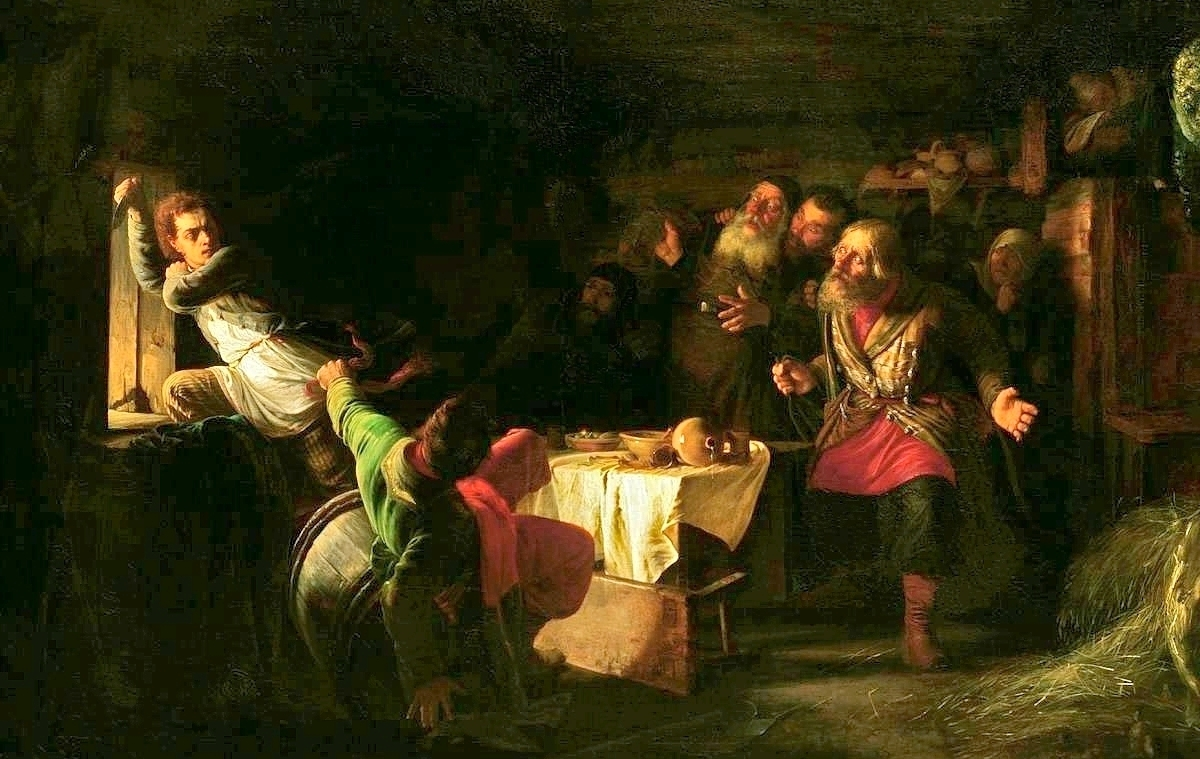
Бегство Григория Отрепьева из корчмы на литовской границе[6] (1862)
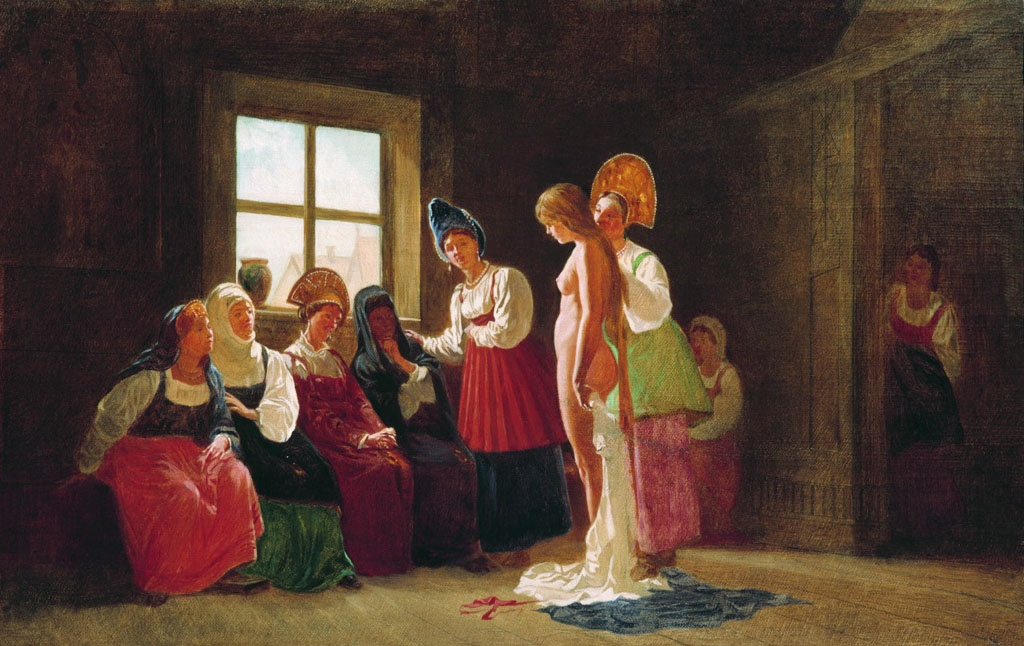
Смотрины невесты[7] (2-я пол. XIX в.)
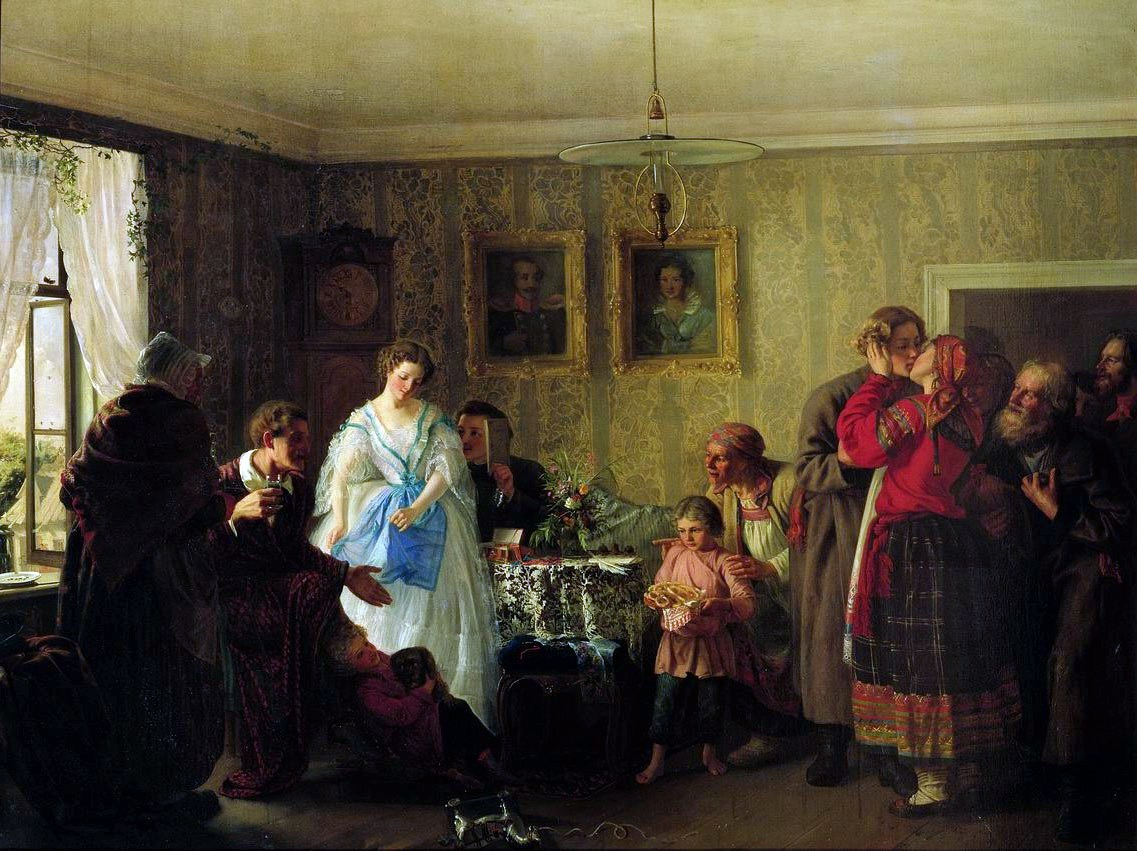
Поздравление молодых в доме помещика[7] (1861)
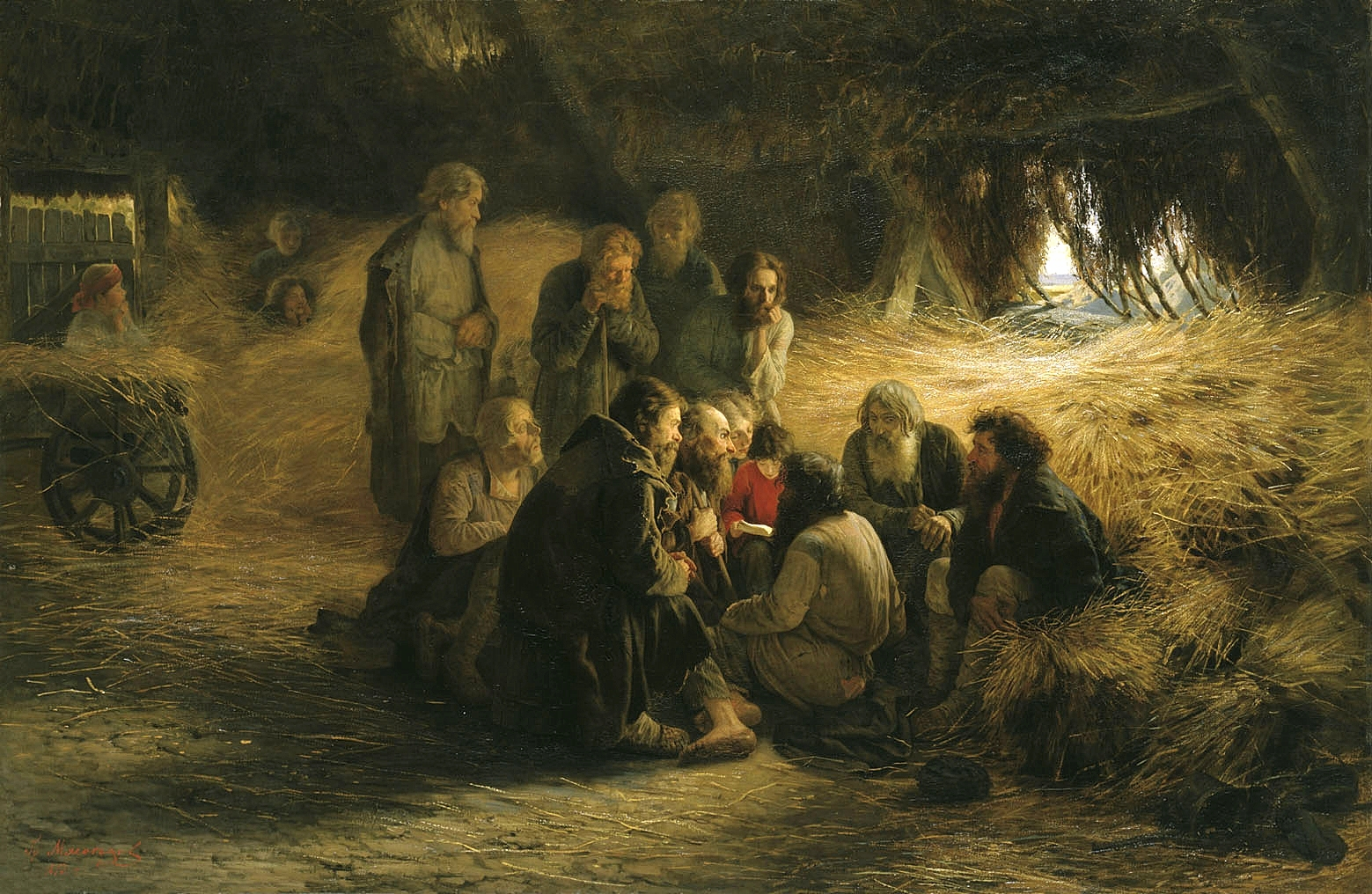
Чтение Положения 19 февраля 1861 года[8] (1873)
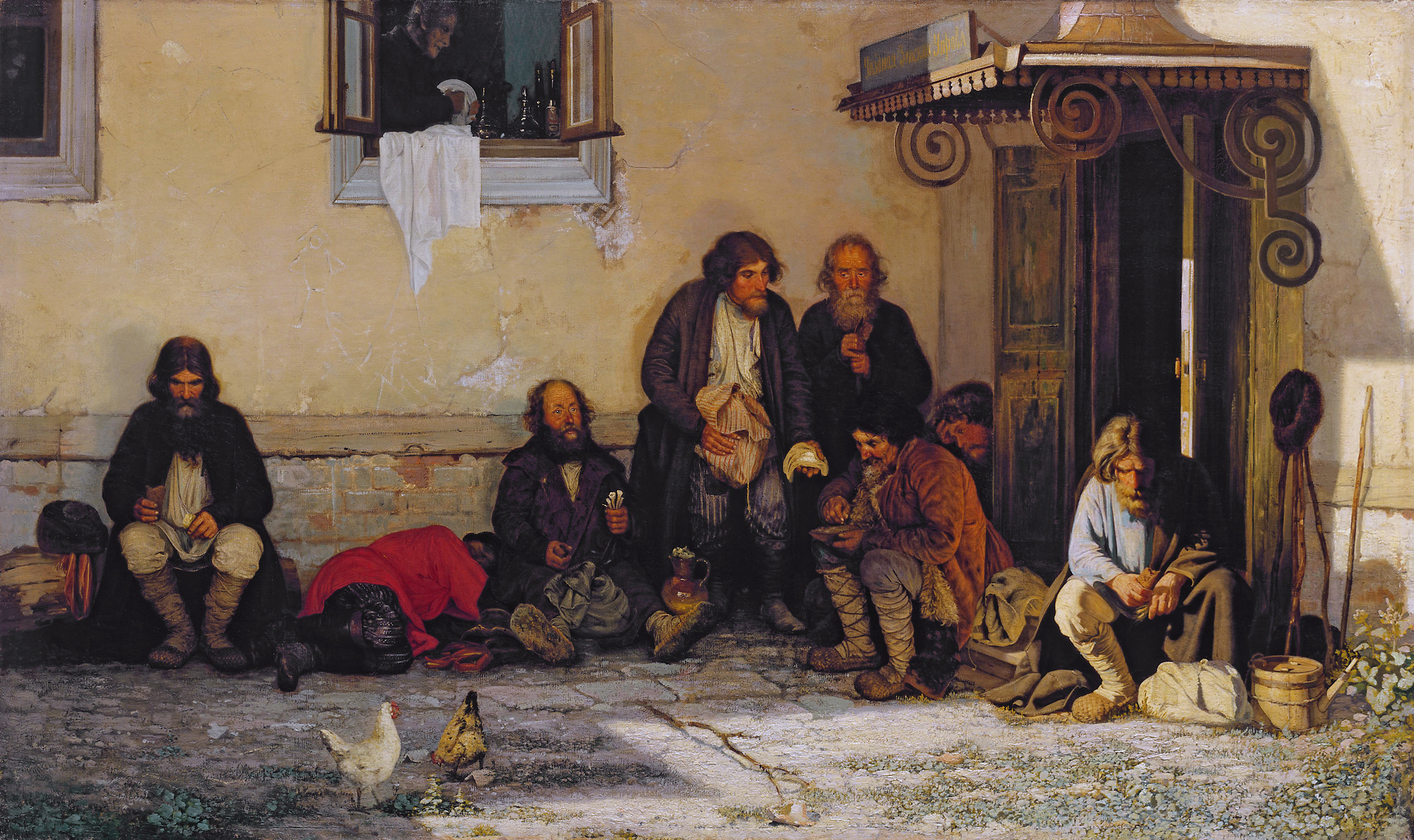
Земство обедает[8] (1872)
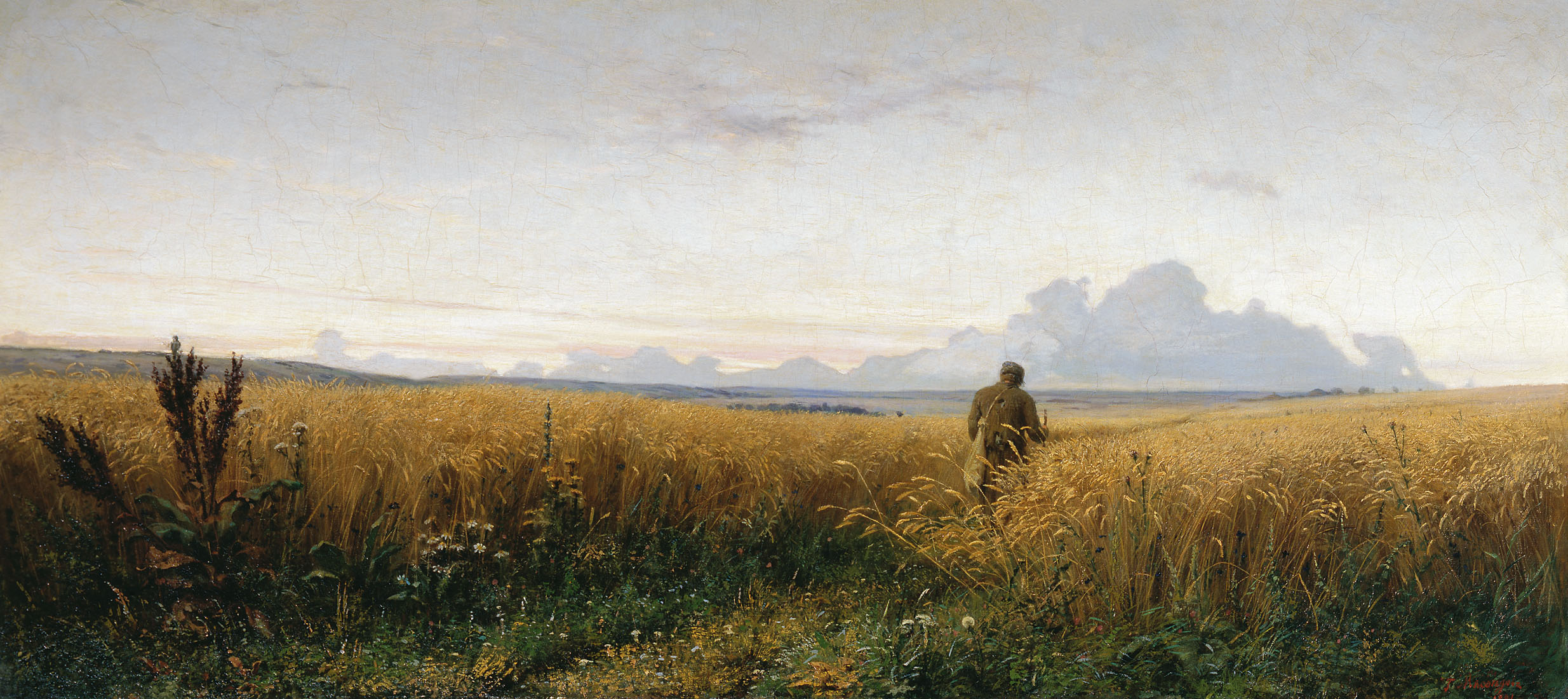
Дорога во ржи[8] (1881)
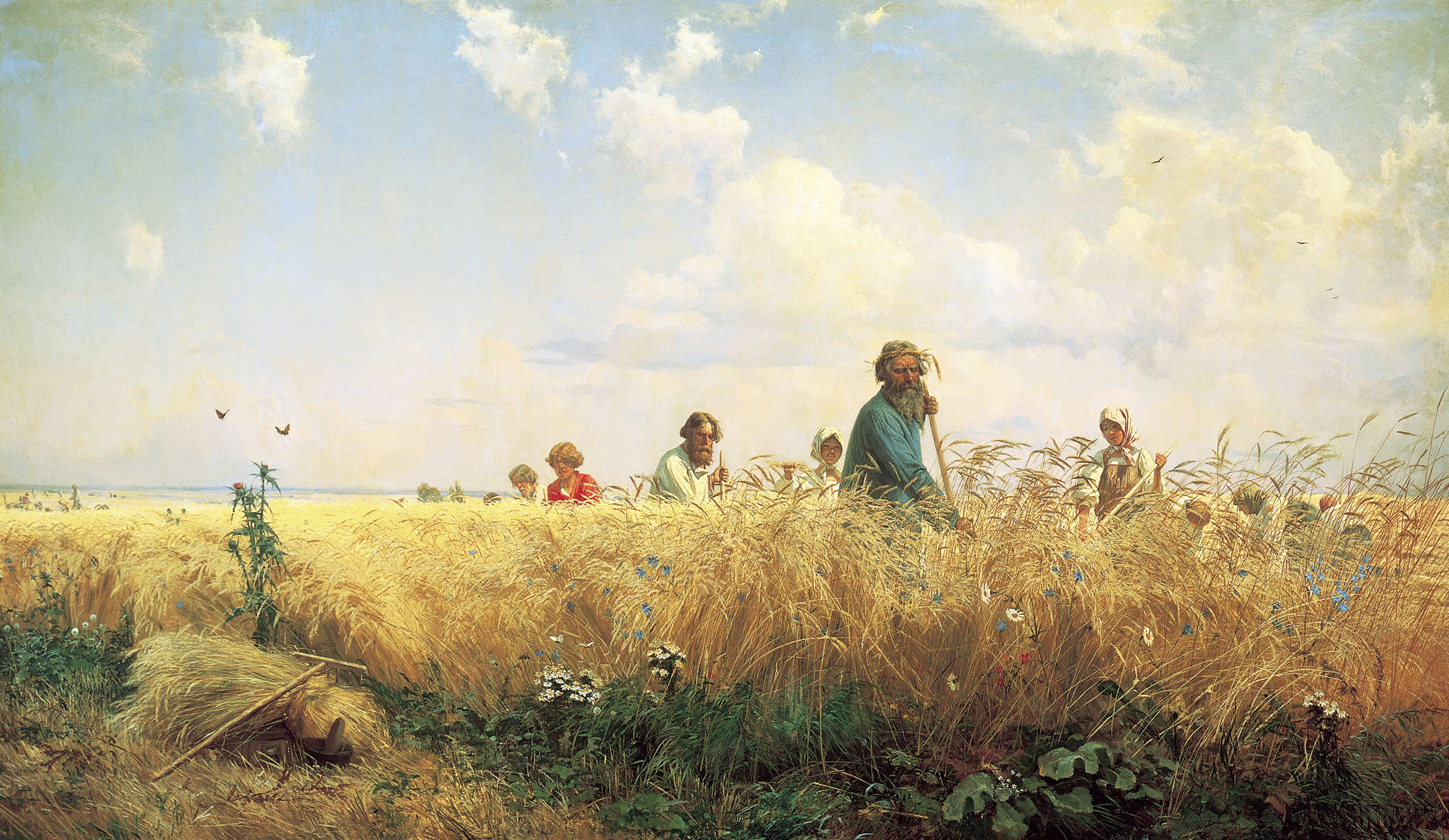
Страдная пора (Косцы)[7] (1887)
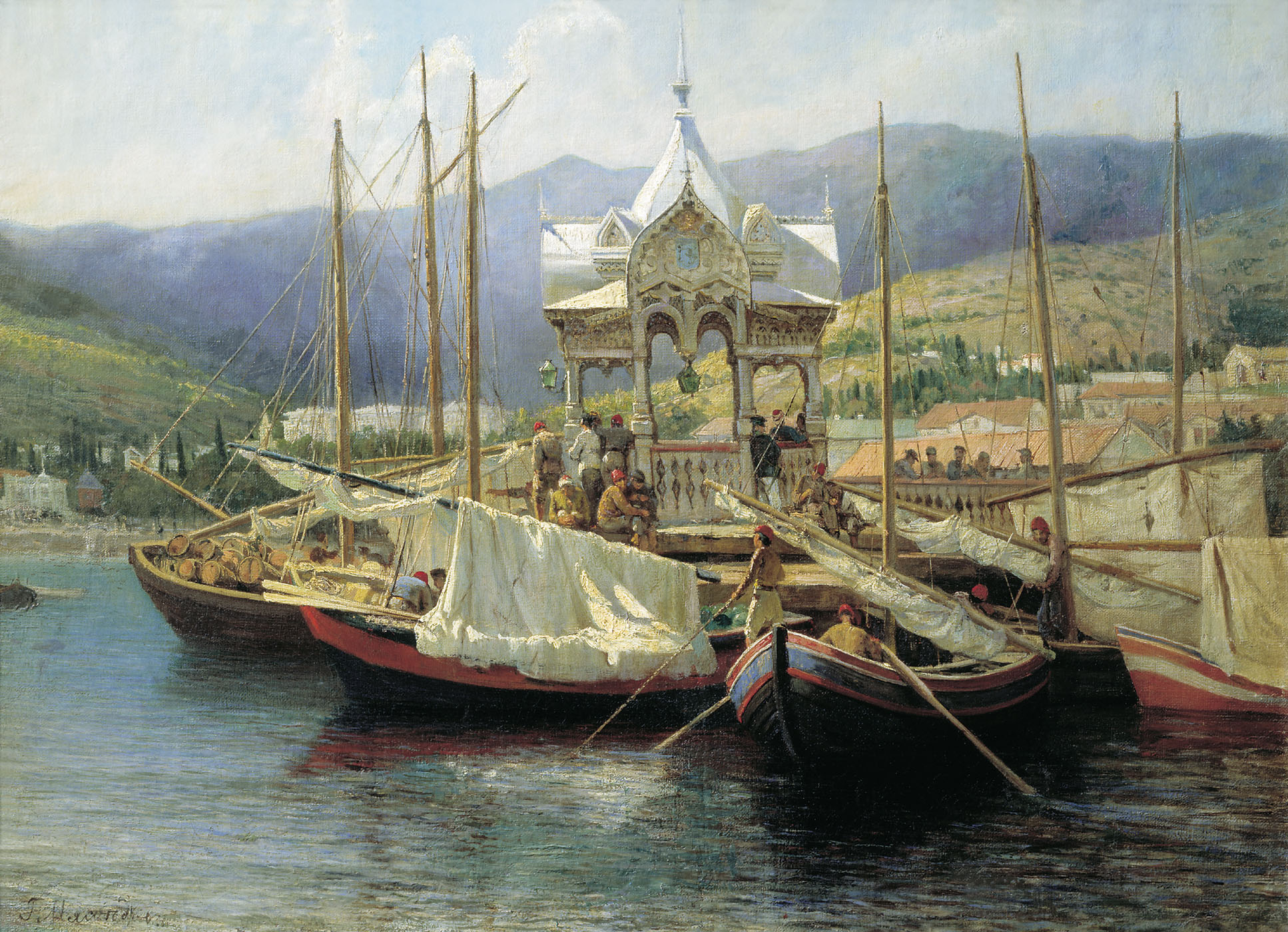
Пристань в Ялте[9] (1890)
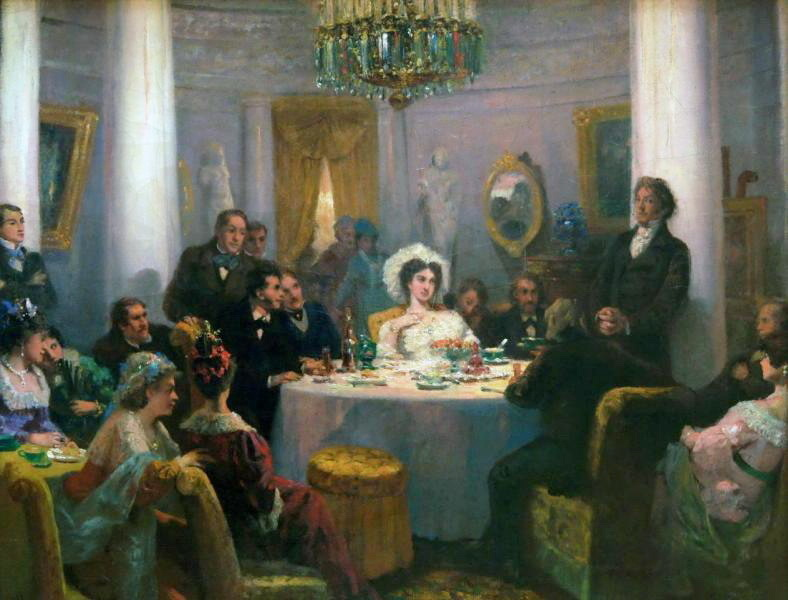
Адам Мицкевич в салоне Зинаиды Волконской импровизирует среди русских писателей (1904–1906)
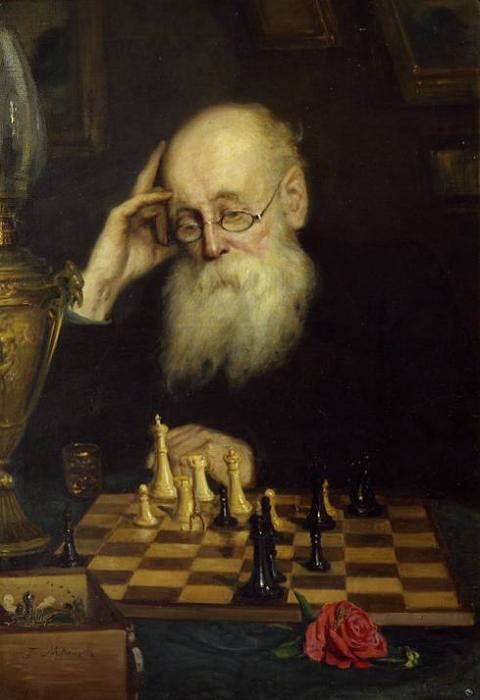
Сам с собою, или Игра в шахматы. Портрет шахматиста А. Д. Петрова[10] (1907).

## Публикации текстов и документов
- Мясоедов Г. Г. и др. Письма. Документы. Воспоминания / Г. Г. Мясоедов; сост. В. С. Оголевец; вступ. статья Л. М. Тарасова, с. 7–24; Примеч. Н. Л. Приймак]. — М. : Изобразительное искусство, 1972. — 327 с., 10 л. ил.